# Mathew Birir
Mathew Birir (Kenia, 5 de julio de 1972) es un atleta keniano retirado, especializado en la prueba de 3000 m obstáculos en la que llegó a ser campeón olímpico en 1992.

## Carrera deportiva
En los JJ. OO. de Barcelona 1992 ganó la medalla de oro en los 3000 m obstáculos, con un tiempo de 8:08.84 segundos, llegando a la meta por delante de sus compatriotas los también kenianos Patrick Sang y William Mutwol.